# 梅德福 (紐約州)
梅德福（英語：Medfod）是位於美國紐約州薩福克縣的普查規定居民點。

## 人口
根據2020年美國人口普查的數據，梅德福的面積為27.97平方千米，皆為陸地。當地共有人口24247人，而人口密度為每平方千米866.89人。